# Tracheplexia occidentalis
Tracheplexia occidentalis är en fjärilsart som beskrevs av François Louis Nompar de Caumont de Laporte 1973. Tracheplexia occidentalis ingår i släktet Tracheplexia och familjen nattflyn. Inga underarter finns listade i Catalogue of Life.